# Сомов, Юрий Соломонович
Юрий Соломонович Сомов (29 июля 1918, Гадяч, Полтавской области, СССР — 20 июня 2004, Москва, Россия) — советский архитектор и дизайнер, кандидат искусствоведения, теоретик архитектуры и дизайна.

## Биография
Юрий Соломонович Сомов родился 29 июля 1918 в городе Гадяч, на территории Украинской державы, охваченной Гражданской войной. В 1941 году окончил четыре курса ЛИСИ.
После начала Великой Отечественной войны принимал участие в оборонительных мероприятиях в Москве, был награждён медалью «За оборону Москвы». С отличием окончил МАРХИ в 1946 году.
После окончания института работал в «Управлении высотных зданий», затем — архитектором в Моспроекте. С 1962 года работал на должности главного художника и архитектора во вновь образованном Институте технической эстетики.
Принимал участие в строительстве главного здания МГУ, был автором парадных помещений и актового зала. Спроектировал и построил правительственный санаторий в городе Пушкино. Принимал участие в застройки жилых кварталов московских районов Волхонка—ЗИЛ, Чертаново и других. Занимался оформлением выставок, теплоходов, художественным конструированием промышленных изделий.
Член Союза архитекторов СССР с 1950 года. Один из основателей Союза дизайнеров СССР (1987). Участник и лауреат многих архитектурных конкурсов. Автор графических и живописных работ, неоднократно принимал участие в выставках в Союзе архитекторов и на других площадках Москвы. Автор 20 книг и множества статей по вопросам теории архитектуры и дизайна.

«Композиция в технике» претерпела несколько изданий и до сих пор является настольной книгой многих профессионалов.
Умер 20 июня 2004 года.

## Основные проекты и постройки
- Актовый зал МГУ на Ленинских горах, Москва (1952)
- Павильон СССР на Международной выставке в Касабланке (соавтор, 1960)
- Жилые кварталы на Варшавском шоссе, Москва (1970-е).

## Избранные публикации
- Сомов, Ю. С. Художественное конструирование промышленных изделий. М.: Машиностроение, 1967
- Сомов, Ю. С. Человек и вещи. М., 1971
- Сомов, Ю. С. Композиция в технике. М.: Машиностроение, 1972, 1977, 1987.